# Mount Herschel
Der Mount Herschel (auch Mount Herschell geschrieben) ist ein auffälliger, 3335 m hoher Berg in den Admiralitätsbergen des ostantarktischen Viktorialands. An der Borchgrevink-Küste ragt er 2,6 km nordöstlich des Mount Peacock und südlich der Mündung des Ironside-Gletschers in die Moubray Bay auf.
Der britische Polarforscher James Clark Ross entdeckte ihn 1841 im Zuge seiner Antarktisexpedition (1839–1841). Ross benannte ihn nach dem britischen Astronomen John Herschel (1792–1871).
1967 wurde der Berg erstmals von einer Gruppe Bergsteiger bestiegen, darunter Edmund Hillary, der Erstbesteiger des Mount Everest.